# Latifa Elouadrhiri
Latifa Elouadrhiri là nhà vật lý và nhà nghiên cứu thực nghiệm người Ma-rốc tại Cơ sở máy gia tốc quốc gia Thomas Jefferson nghiên cứu vật lý hạt cơ bản và vật lý hạt nhân. Bà đã làm việc đáng kể với sự hợp tác của CLAS tại Hội trường B của Phòng thí nghiệm B, thực hiện hình ảnh 3D của các hạt nhân. Ngoài ra, bà là người phát ngôn của thí nghiệm Phân tán Compton Ảo (DVCS) sâu, nghiên cứu Phân phối Parton Tổng quát .
Elouadrhiri là thành viên của Hiệp hội Vật lý Hoa Kỳ, và từng là thành viên của Ủy ban Tư vấn Khoa học Hạt nhân của Bộ Năng lượng (DOE) (Ủy ban Vật lý Hạt nhân DOE (NP).

## Giáo dục
Elouadrhiri có được một vật lý B.Sc. từ Đại học Mohammed V năm 1984, tiếp tục hoàn thành bằng thạc sĩ trong Vật lý lý thuyết năm 1987 mang tên nhóm Poincare và Lorentz (Lý thuyết nhóm). Bà tiếp tục hoàn thành chương trình Diplôme des Etudes Approfondies tại Đại học Blaise Pascal, Clermont-Ferrand trong ngành vật lý hạt năm 1987 với tựa đề Phát triển chương trình theo dõi buồng trôi. Sau đó, bà đã hoàn thành bằng tiến sĩ vật lý năm 1991, cũng tại Đại học Blaise Pascal, Clermont-Ferrand trong thí nghiệm vật lý mãn tính với các đầu dò điện từ, tạo ra một luận án mang tên Phép đo nhân tố trục Nucleon từ sản xuất điện cực Pion thí nghiệm vật lý) 

## Sự nghiệp
Năm 1994, Elouadrhiri đã chọn đến Phòng thí nghiệm Jefferson để hẹn gặp với CNU, gia nhập phòng thí nghiệm với tư cách là một nhà khoa học nhân viên vào năm 2001 với tư cách là một trong những nhà khoa học nữ đầu tiên trong bộ phận vật lý. Tại đây, bà đã dẫn đầu phép đo quan sát đầu tiên về sự bất đối xứng của chùm electron trong tán xạ Deep Compton Virtual Compton phân cực, độc quyền. Từ năm 2006 đến 2015, Elouadrhiri là Giám đốc Dự án cho Nâng cấp Hội trường B 12 GeV, bao gồm tất cả các máy dò, nam châm và cơ sở hạ tầng cho hệ thống CLAS12.

## Khác
Năm 2015, Elouadrhiri đã được phỏng vấn cho một bài báo trên tờ Chicago Tribune về tác động của phụ nữ trong khoa học và kỹ thuật.
Năm 2018, bà được Đại sứ quán Hoa Kỳ tại Rabat công nhận cá nhân vì những đóng góp của bà cho vật lý hạt nhân trên cả trang đại sứ chính thức Twitter  và Facebook .

## Hiệu va giải thưởng
- Học bổng APS (2011)